# Етеокле
Етеокле (грч. Ἐτεοκλῆς) је у грчкој митологији био краљ Тебе.

## Етимологија
Име Етеокле има значење „истинска слава“.

## Митологија
Био је Едипов и Јокастин син, мада се као његова мајка помињала и Еуриганија. Када су његов брат Полиник и он сазнали да је за зла времена која су снашла Тебу крив њихов отац, уместо да га заштите, они су га затворили у дворске одаје. Зато их је он проклео да никада не живе у слози и да поубијају један другог. Браћа су сазнала за клетву и како би спречили да се обистини, одлучили су да владају Тебом наизменично на годину дана. Власт је најпре припала Етеоклу, док је Полиник отишао у Арг и тамо се оженио Адрастовом кћерком Аргијом. Међутим, када се вратио, Етеокле није желео да му препусти власт, већ га је протерао. Овај поступак је оправдао неповољним предсказањима Полиникове судбине. Због тога је Полиник са својим тастом кренуо у поход познат као седморица против Тебе. Када је војска пристигла пред град, Тидеј је као изасланик покушао да уразуми Етеокла, али без успеха. Тако је отпочео рат у коме су браћа у двобоју убила један другог. Док су Етеокла његови суграђани сахранили уз највеће почасти, Полиниково тело је остављено псима. На тебански престо је ступио Етеоклов син Лаодамант. Овог сина су му приписали каснији аутори, пошто је он, према Есхилу, као и његов брат Полиник, умро без деце.
Према неким наводима, Етеокле је био Ифитов син који је учествовао у походу седморице против Тебе, уместо Полиника, који није био један од те седморице.